# خشكة رود (سردابة)
خشکة رود (بالفارسية: خشکه‌رود) هي منطقة سكنية تقع في إيران في قسم سردابة الريفي. يقدر عدد سكانها بـ 840 نسمة .